# Mariann Rácz
Pour les articles homonymes, voir Rácz.
Mariann Rácz, parfois orthographié Marianna Rácz ou Marianne Racz, née le 17 décembre 1959 à Nyíregyháza, est une ancienne handballeuse hongroise naturalisée autrichienne, évoluant au poste de gardienne de but.

## Biographie
Mariann Rácz se révèle à partir de 1979 au Vasas SC avec lequel elle remporte six Championnats de Hongrie et surtout la Coupe d'Europe des clubs champions en 1982.
Dès 1979, elle connaît la première de ses 197 sélection en équipe nationale de Hongrie, étant notamment vice-championne du monde en 1982 à Budapest. Mais après le boycott en 1984 et la non-qualification en 1988, l'espoir de participer aux Jeux olympiques avec la Hongrie s'envole en décembre 1989 avec la décevante 13e place au Championnat du monde B (pl).
Après avoir évolué avec succès au Vasas SC, elle avait rejoint le club autrichien d'Hypo Niederösterreich un an plus tôt et elle accepte alors la proposition de la Fédération autrichienne de handball de jouer pour l'équipe nationale d'Autriche. Moins d'un an après sa dernière sélection avec la Hongrie, elle participe au Championnat du monde 1990 où la 5e place de l'Autriche est synonyme de qualification pour les Jeux olympiques de 1992. Le rêve de Mariann Rácz devient enfin réalité et elle n'y fait pas que de la figuration puisqu'elle est élue meilleure gardienne de la compétition. Avec l'Autriche, elle participera à deux autres Championnats du monde en 1993 et 1995, tous deux terminés à la 8e place.

## Palmarès

### Club
Compétitions internationales
- Coupe des clubs champions
  - Vainqueur (7) : 1982[4], 1989, 1990, 1992, 1993, 1994, 1995
  - Finaliste (2) : 1991, 1996
- Coupe des vainqueurs de coupe (C2)
  - Finaliste en 1988 (de)
- Coupe de l'IHF (C3)
  - Finaliste en 1985 (de)

Compétitions nationales
- Championnat de Hongrie (6) : 1979, 1980, 1981, 1982, 1984, 1985
- Coupe de Hongrie (4) : 1981, 1982, 1983, 1985
- Championnat d'Autriche (8) : 1989, 1990, 1991, 1992, 1993, 1994, 1995, 1996
- Coupe d'Autriche (7) : 1990, 1991, 1992, 1993, 1994, 1995, 1996

### Sélection nationale
Jeux olympiques
- 5e place aux Jeux olympiques de 1992 à Barcelone (avec  Autriche)

Championnats du monde
- Médaille d'argent au Championnat du monde 1982 (avec  Hongrie)
- 8e place au Championnat du monde 1986 (avec  Hongrie)
- Médaille de bronze aux Goodwill Games de 1986 (avec  Hongrie)
- 13e place au Championnat du monde B 1989 (avec  Hongrie)
- 5e place au Championnat du monde 1990 (avec  Autriche)[6]
- 8e place au Championnat du monde 1993 (avec  Autriche)[7]
- 8e place au Championnat du monde 1995 (avec  Autriche)[8]

Championnats d'Europe
- 9e place au Championnat d'Europe 1994 (avec  Autriche)[9]

### Distinctions personnelles
- élue meilleure handballeuse hongroise de l'année (1) : 1986
- élue meilleure gardienne de but aux Jeux olympiques de 1992